# 호텔 르완다
《호텔 르완다》(영어: Hotel Rwanda)는 2004년에 개봉된 드라마 영화이다.

## 줄거리
1994년 르완다에서는 후투족이 주도하는 정부와 투치족 반군 사이의 긴장이 고조되며 대학살이 시작된다. 호텔 지배인 폴 루세사바기나는 후투족이지만 그의 아내 타티아나는 투치족이다. 폴은 후투족 장군과 친분을 쌓지만, 후투족 민병대 지도자인 호텔 용품 공급업자는 폴의 결혼을 못마땅해한다. 대통령 암살 후, 폴과 가족은 이웃들이 살해당하는 것을 목격하고, 내전이 발발하자 폴은 가까스로 이웃들을 호텔로 피신시킨다. 호텔은 곧 난민들로 가득 차게 되고, 유엔평화유지군은 개입이 금지된다. 벨기에에 있는 호텔 소유주는 폴과 그의 가족에게 아무런 도움을 줄 수 없다고 말한다.
외국인들은 대피하지만, 르완다인들은 스스로 알아서 살아남아야 한다. 많은 난민들이 유엔 난민 캠프, 적십자사, 고아원에서 호텔로 몰려들고, 호텔은 800명의 난민들로 북적인다. 폴의 아내 타티아나는 가족들을 찾아 헤매고, 상황은 점점 더 격렬해진다. 폴은 후투족 군인들을 속이며 난민들을 돌보고, 가족을 지키면서 호텔이 정상적으로 운영되는 것처럼 보이게 해야 한다. 호텔 물자가 부족해지자 폴은 공급을 위해 떠났다가 투치족 인질들을 강간하는 후투족 민병대를 목격하고, 시체가 가득한 강변 길을 지나 호텔로 돌아온다.
유엔군이 난민들을 대피시키려 하지만, 호텔 직원이 배신하여 후투족 민병대가 난민들을 공격한다. 폴은 장군에게 남은 귀중품과 술을 주면서 난민들을 보호해달라고 부탁하고, 자신의 도움에 대한 보답으로 전쟁 범죄에 대한 증언을 약속한다. 이후 폴의 가족과 호텔 난민들은 유엔 호송대를 통해 호텔을 떠나 투치족 반군 지역으로 이동한다. 폴은 최소 1200명의 투치족과 후투족 난민을 구했으며, 그의 가족은 두 조카를 입양하여 벨기에로 이주한다. 르완다 대학살은 1994년 7월 투치족 반군이 후투족과 민병대를 콩고 국경 너머로 몰아내면서 끝났고, 최소 80만 명이 목숨을 잃었다. 폴을 배신했던 호텔 직원은 전쟁 범죄로 종신형을 선고받았다.

## 배역
- 돈 치들 - 폴 루세사바기나
- 닉 놀티 - 올리버 장군
- 소피 오코네도 - 타티아나

## 한국판 성우진(KBS)
- 장광 - 폴 루세사바기나(돈 치들)
- 양지운 - 올리버 장군(닉 놀티)
- 최문자 - 타티아나(소피 오코네도)
- 장승길 - 비지뭉구 장군(페이나 모코에나)
- 안종국 - 틸렌스 회장(장 르노) / 라디오 방송 음성
- 유지영 - 오데뜨(레보 마실)
- 차명화 - 아처(카라 세이무어)
- 홍승섭 - 잭(호아킨 피닉스) / 라디오 방송 음성
- 김소형 - 도베(데스몬드 듀브) / 조르주(하킴 케이캐짐) / 요리사(마부소 시돌) / 군인(심모 모가와자)
- 정미경 - 처남의 아내(레레티 쿠말로)
- 김승태 - 잭의 동료 기자(데이비드 오하라) / 처남(안토니오 데이비드 라이온스)
- 사성웅 - 그레고아(토니 크고로게) / 군인(음두두지 마바소)
- 임주현 - 호텔 직원(레라토 목고오토) / 라디오 방송 음성
- 곽윤상 - 군인(손니 치디에베레) / 라디오 방송 음성 / 호텔 손님
- 손정성 - 군인(시부시소 마롱고)
- 안영아 - 호텔 직원(해리엇 마나멜라)